# USS Hornet (1941)
De USS Hornet was een Amerikaans vliegdekschip uit de Yorktown-klasse dat vocht in de Tweede Wereldoorlog.
De Hornet werd op 14 december 1940 te water gelaten. Het schip werd onder meer ingezet bij de Doolittle Raid en de Slag bij Midway. Tijdens de Zeeslag bij de Santa Cruzeilanden op 26 oktober 1942 raakte de Hornet zo zwaar beschadigd dat het moest worden afgezonken.
In januari 2019 werd het wrak met behulp van een onderwaterdrone teruggevonden op de bodem van de Stille Oceaan.

## Doolittle Raid
Na de aanval op Pearl Harbor gaf president Roosevelt op 21 december 1941 bevel tot een aanval op Honshu, het grootste eiland van de Japanse archipel. Op achttien april 1942 vertrokken zestien gestripte B-25 Mitchell middelzware bommenwerpers vanaf de Hornet richting Japan. Ruim 1000 kilometer verder wierpen de vliegtuigen hun bommen af en zwaaiden zij af richting China. De beoogde landingsbanen bleken echter te ver en alle zestien toestellen gingen verloren, bovendien richtte het bombardement weinig schade aan. Wel maakte de raid duidelijk dat het mogelijk was om met de inzet van vliegdekschepen het hart van Japan te treffen.

## Midway
Op 4 juni 1942 verlieten vijftien Douglas TBD-1 Devastator torpedobommenwerpers de Hornet voor een aanval op de Japanse vliegdekschepen. De gedateerde toestellen bleken niet in staat hun doelen te vinden en zij werden een voor een naar beneden gehaald. De Douglas SBD Dauntless duikbommenwerpers die op 6 juni 1942 vanaf de Hornet werden gelanceerd hadden wel succes. De zware kruiser Mikuma werd vernietigd en de Mogami werd beschadigd.

## Zeeslag bij de Santa Cruzeilanden
Toestellen van de Hornet wisten tijdens de Zeeslag bij de Santa Cruzeilanden op 26 oktober 1942 het vliegdekschip Shokaku en de kruiser Chikuma zwaar te beschadigen maar dit zou het laatste wapenfeit zijn van het schip. De Japanners bestookten de Hornet dusdanig met bommen en torpedo's dat het niet meer te redden bleek. Het schip werd geëvacueerd waarna de Amerikanen het schip zelf tot zinken brachten.
In januari 2019 werd het wrak met behulp van een onderwaterdrone teruggevonden op een diepte van meer dan 5.200 meter op de bodem van de Stille Oceaan nabij de Salomonseilanden.

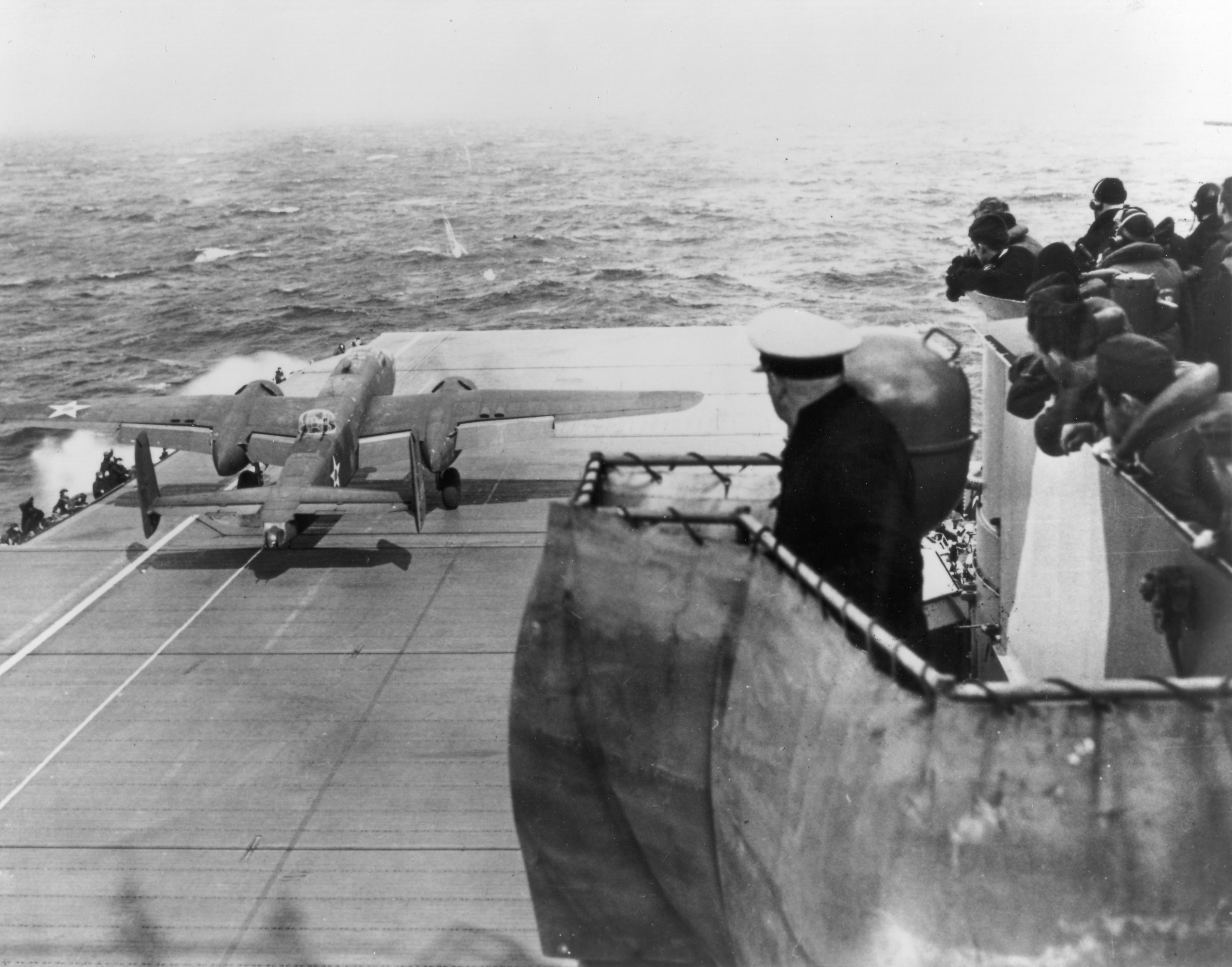
april 1942
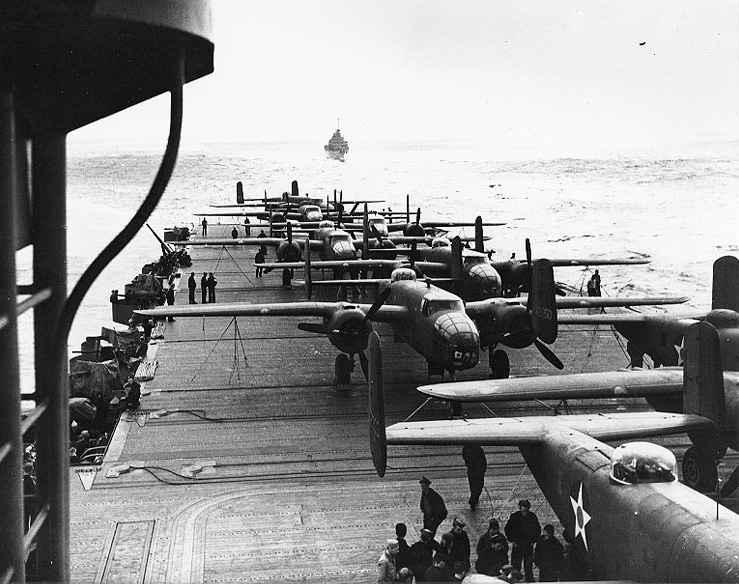
april 1942
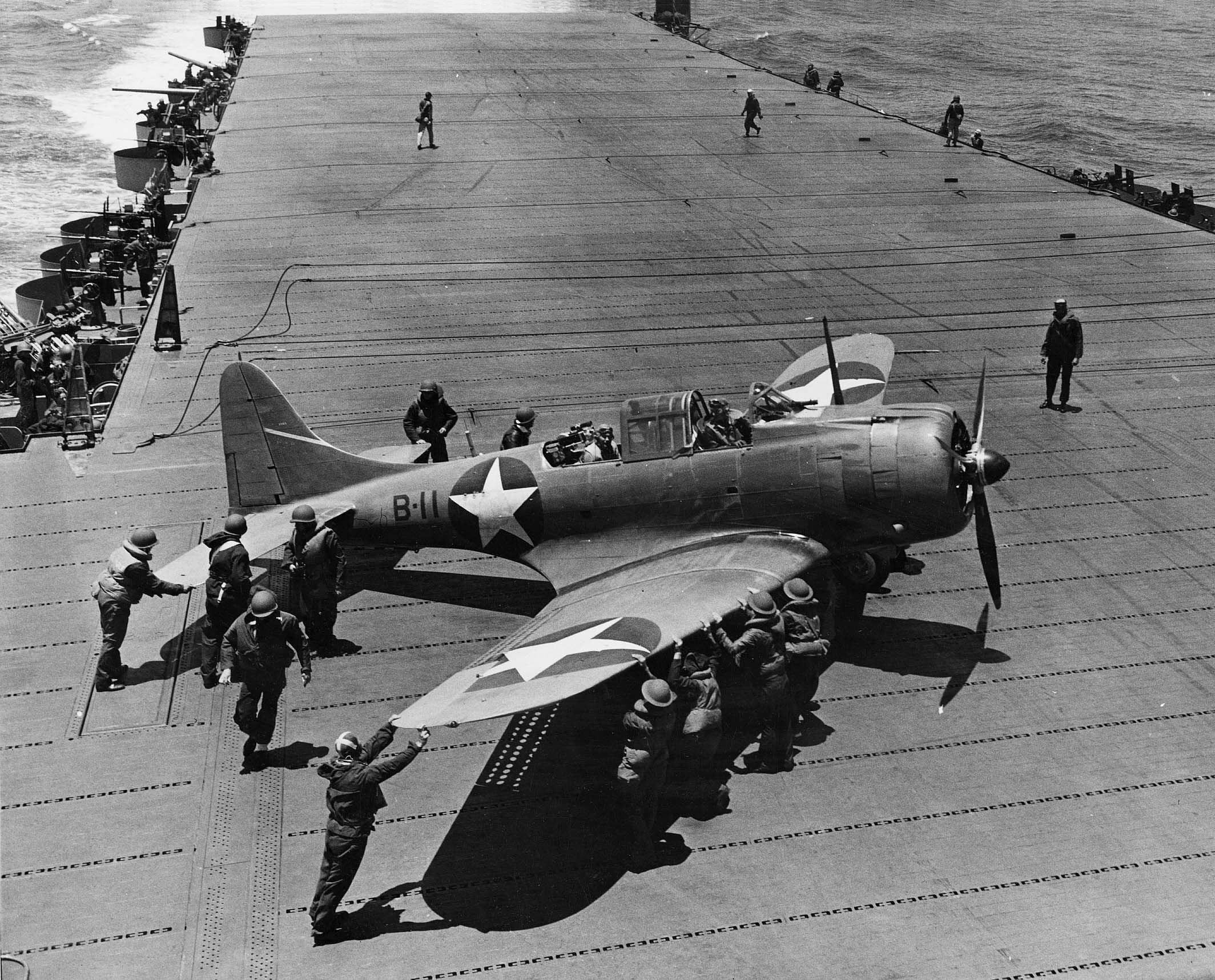
4 juni 1942
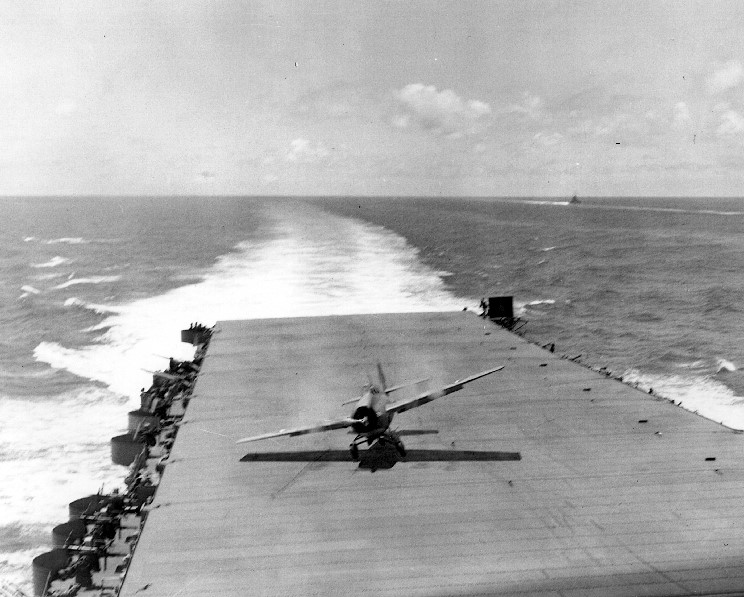
juni 1942
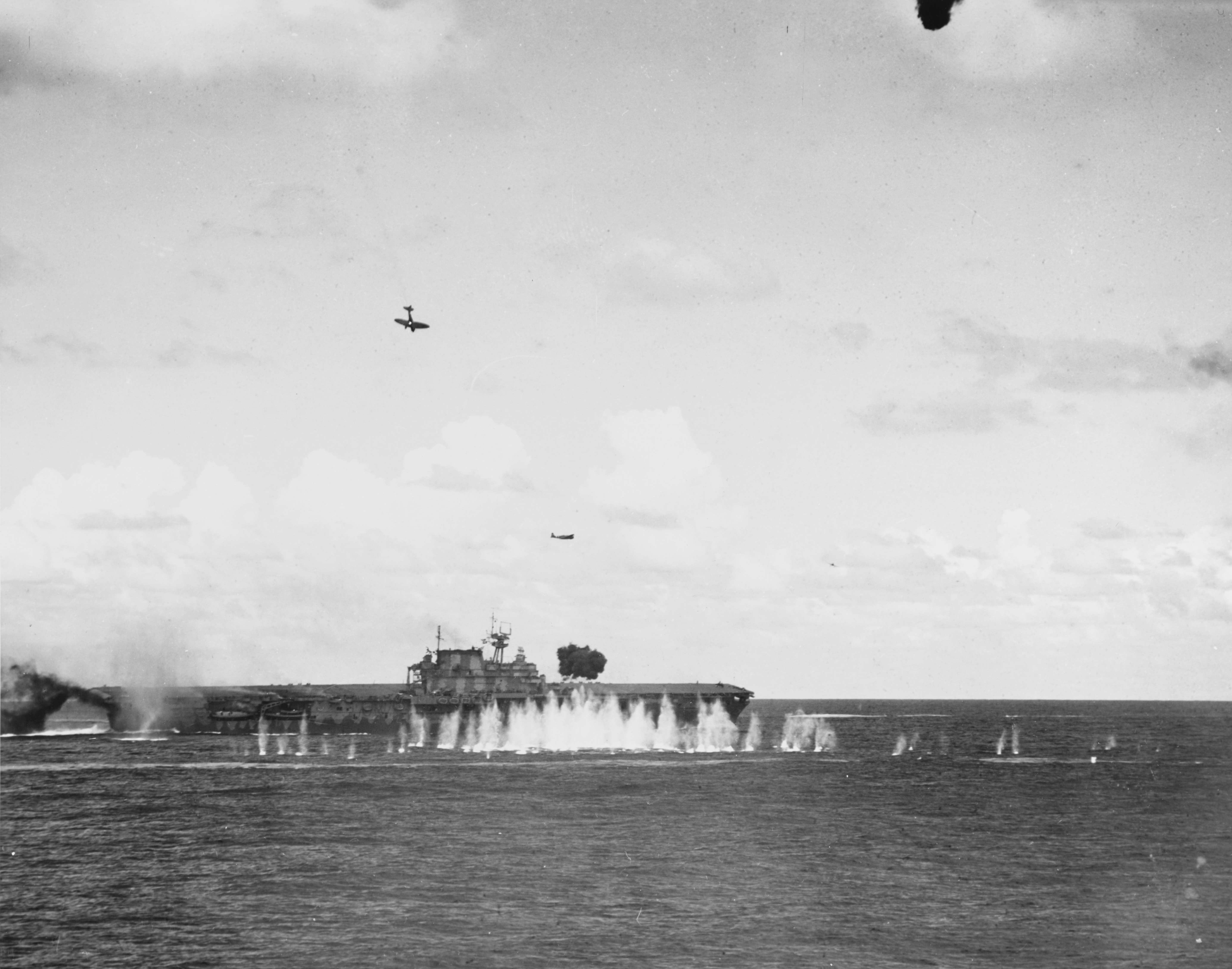
Hornet wordt aangevallen tijdens de Zeeslag bij de Santa Cruzeilanden
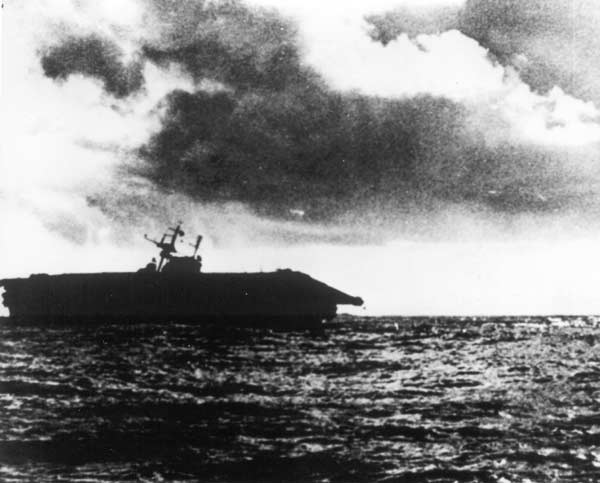
Hornet maakt slagzij